# Música da Bulgária
A música da Bulgária, tal como a dança e a roupas búlgaras, varia em função da região de onde vem.
A música litúrgica da igreja búlgara é considerada uma das mais ricas da comunidade ortodoxa. Já a música folclórica impressionou o húngaro Béla Bartók quando este veio estudá-la. Como nos demais países do Balcãs, a música local sofreu influência turca.
Assim, certo ritmos búlgaros tratam o ritmo de forma diferente das culturas ocidentais. O que os ocidentais classificariam como compasso setenário será classificado como um compasso ternário seguido de dois binários na Bulgária.
Geralmente, é difícil um cantor de uma região cantar música de outra região, tendo em conta a diversidade e a variação de sons e a sua emissão específica.
As músicas retratam os acontecimentos históricos e urbanos, o que tem ajudado na "descoberta" e estudo da história e dos costumes do povo búlgaro, de há muitos anos e séculos. As canções não têm autores, visto que são passadas de "boca-a-boca", de geração em geração, e foram inventadas ao longo dos acontecimentos. Os textos das músicas em si são como histórias, narrando problemas, "festas", guerras, sentimentos.
Cada música tem o seu ritmo e em função do ritmo é criada a dança. Normalmente, cada região tem um ritmo e/ou a dança específicas. Mas algumas das danças são gerais e dançadas pelo país inteiro.
As danças constituem movimentos complicados, que, muitas vezes, confundem os turistas. A maior parte das danças podem ser interpretadas por centenas de pessoas, tal como nos Recordes de Guineenses, a maior dança colectiva foi considerada a búlgara, dançada por mais de 15 000 pessoas em conjunto, de mão dada, na capital, na noite de um feriado.